# Jim Mickle
Jim Mickle (Pottstown, 1979) è un regista, sceneggiatore e montatore statunitense.
Ha diretto l'horror Stake Land (2010) e il thriller Cold in July (2014). Inoltre è creatore di Sweet Tooth, serie prodotta da Netflix.

## Biografia
Jim Mickle nasce a Pottstown, in Pennsylvania, nel 1979. Decide di diventare regista dopo aver visto il film L'armata delle tenebre.
Dopo essersi laureato nel 2002 alla New York University, ha i suoi primi contatti con il mondo del cinema come assistente di produzione ed operatore di camera in una serie di film di registi esordienti.

## Carriera
Mickle incontra per la prima volta Nick Damici mentre entrambi stanno lavorando su una tesi scolastica nel 2001. I due concepiscono l'idea di un film di zombie, che cinque anni dopo diventerà il loro primo progetto, Mulberry Street, un horror sul tema della gentrificazione. Diretto da Mickle e scritto da quest'ultimo assieme a Damici, il film viene accolto in maniera entusiasta da critica a e pubblico, specie se comparato al suo esiguo costo di produzione. Il secondo film del duo, Stake Land, viene lodato dal New York Times. Nel 2013 Mickle dirige We Are What We Are, nuova collaborazione tra lui e Damici, che viene proiettato al Sundance Film Festival 2013 e nella sezione Directors' Fortnight al Festival di Cannes 2013.  Nel 2014 dirige Cold in July - Freddo a luglio, adattamento dell'omonimo romanzo di Joe R. Lansdale, con Michael C. Hall, Don Johnson e Nick Damici (che scrive anche la sceneggiatura).
Attualmente, sta lavorando a Godforsaken, thriller con protagonista Sylvester Stallone. Tra i suoi progetti futuri figura Esperanza, la storia di una sparatoria nel sud della California, scritto da Sean O'Keefe e tratto dal romanzo di John N. Maclean.
Da sempre, Mickle ha dichiarato di preferire la regia ed il montaggio alla sceneggiatura, e di avere una predilezione per i film dell'orrore.

## Filmografia parziale

### Regista

#### Cinema
- The Underdogs (2002) - cortometraggio
- Mulberry Street (2006)
- Stake Land (2010)
- We Are What We Are (2013)
- Cold in July - Freddo a luglio (Cold in July) (2014)
- All'ombra della Luna (In the Shadow of the Moon) (2019)

#### Televisione
- Hap and Leonard - serie TV, 4 episodi (2016)
- Sweet Tooth - serie TV, 5 episodio (2021)

### Sceneggiatore

#### Cinema
- The Underdogs (2002) - cortometraggio
- Mulberry Street (2006)
- Stake Land (2010)
- We Are What We Are (2013)
- Cold in July - Freddo a luglio (Cold in July) (2014)

#### Televisione
- Hap and Leonard - serie TV (2016) - ideatore
- Sweet Tooth - serie TV, 8 episodi (2021) - anche showrunner e produttore esecutivo

### Montatore
- Mulberry Street (2006)
- Stake Land (2010)
- Session, regia di Haim Bouzaglo (2011)
- Cold in July - Freddo a luglio (Cold in July) (2014)